# Atarba (Atarbodes) javanica
Atarba (Atarbodes) javanica is een tweevleugelige uit de familie steltmuggen (Limoniidae). De soort komt voor in het Oriëntaals gebied.